# Aguna jezik
Aguna jezik (agunaco, awuna; ISO 639-3: aug), jezik podskupine gbe, šire skupine left bank, kojim govori 3 470 ljudi (1992 popis) u beninskoj provinciji Zou (selo Agouna).
Pripadnici etničke grupe Agouna (Awuna ili Agunaco) žive u okolici istoimenog sela.

## Vanjske poveznice
- Ethnologue (14th)
- Ethnologue (15th)